# Правильная карта (теория графов)
Правильная карта — это симметричное замощение замкнутой поверхности. Более точно, правильная карта
— это разложение двумерного многообразия (такого как  сфера, тор или вещественная проективная плоскость) на топологические диски, так что каждый флаг (инцидентная тройка вершина-ребро-грань) может быть переведён в любой другой флаг преобразованием симметрии разложения. Правильные карты являются в некотором смысле топологическим обобщением правильных многогранников. Теория карт и их классификация связана с теориями римановых поверхностей, геометрии Лобачевского и теории Галуа. Правильные карты классифицируются по их роду ориентируемости соответствующей поверхности, по основному графу или автоморфизму группы.

## Обзор
Правильные карты обычно определяются и изучаются тремя способами: топологически, с точки зрения теории групп и теории графов.

### Топологический подход
С точки зрения топологии карта является 2-ячейным разложением замкнутого компактного 2-многообразия.
Род g карты M задаётся соотношением Эйлера {\displaystyle \chi (M)=|V|-|E|+|F|}, что равно {\displaystyle 2-2g}, если карта ориентируема, и {\displaystyle 2-g}, если карта неориентируема. Критическим обстоятельством является факт, что имеется конечное (ненулевое) число правильных карт для любого ориентируемого рода, за исключением тора.

### Подход теории групп
С точки зрения теории групп перестановки представления правильной карты M являются транзитивной группой перестановок C на множестве {\displaystyle \Omega } флагов, порождённой свободными инволюциями с тремя фиксированными точками {\displaystyle r_{0},r_{1},r_{2}}, удовлетворяющими условию  {\displaystyle (r_{0}r_{2})^{2}=I}. В этом определении гранями являются орбиты  {\displaystyle F=\langle r_{0},r_{1}\rangle }, рёбрами являются орбиты {\displaystyle E=\langle r_{0},r_{2}\rangle }, а вершинами являются орбиты {\displaystyle V=\langle r_{1},r_{2}\rangle }.  Более абстрактно, автоморфизм группы любой правильной карты является невырожденным гомоморфным образом группы треугольника <2,m,n>.

### Подход теории графов
С точки зрения теории графов карта есть кубический граф {\displaystyle \Gamma } с рёбрами, выкрашенными в синий, жёлтый и красный цвета так, что {\displaystyle \Gamma } связен, каждая вершина инцидентна с рёбрами каждого цвета, а циклы рёбер, не окрашенных в жёлтый цвет, имеют длину 4. Заметим, что  {\displaystyle \Gamma } является плоским графом или закодированной графом картой (англ. graph-encoded map, GEM) карты, определёнными на множестве флагов в качестве вершин {\displaystyle \Omega } и не являющимися остовом G=(V,E) карты. В общем случае {\displaystyle |\Omega |=4|E|}.
Карта M правильна тогда и только тогда, когда  Aut(M) действует регулярно на флаги. Aut(M) правильной карты транзитивна на вершинах, рёбрах и гранях карты M.  Говорят, что карта M зеркально симметрична в том и только в том случае, когда Aut(M) правильна и содержит автоморфизм {\displaystyle \phi }, который фиксирует как вершиныv, так и грани f, но обращает направление рёбер. Говорят, что правильная карта, не являющаяся зеркально симметричной, хиральна.

## Примеры
- Большой додекаэдр является правильной картой с пятиугольными гранями на ориентируемой поверхности рода 4.
- Полукуб[англ.] является правильной картой типа {4,3} на проективной плоскости.
- Полудодекаэдр является правильной картой, порождённой пятиугольным вложением графа Петерсена в проективную плоскость.
- p-Осоэдр является правильной картой типа {2,p}. Заметим, что осоэдры в этом смысле не являются абстрактными многогранниками. В частности, они не удовлетворяют свойству алмаза (англ. diamond property).
- Карта Дика является правильной картой из 12 октаэдров на поверхности рода 3. Лежащий в её основе граф Дика, может также образовать правильную карту из 16 шестиугольников на торе.

В таблице ниже приведён полный список правильных карт на поверхностях с положительной эйлеровой характеристикой, χ — сфере и проективной плоскости.
| χ | g  | Шлефли   | Вершин | Рёбер | Граней | Группа    | Порядок | Граф           | Граф | Примечания    |
| - | -- | -------- | ------ | ----- | ------ | --------- | ------- | -------------- | ---- | ------------- |
| 2 | 0  | {p,2}    | p      | p     | 2      | C2 × Dihp | 4p      | Cp             |      | Диэдр         |
| 2 | 0  | {2,p}    | 2      | p     | p      | C2 × Dihp | 4p      | p-кратный K2   |      | Осоэдр        |
| 2 | 0  | {3,3}    | 4      | 6     | 4      | S4        | 24      | K4             |      | Тетраэдр      |
| 2 | 0  | {4,3}    | 8      | 12    | 6      | C2 × S4   | 48      | K4 × K2        |      | Куб           |
| 2 | 0  | {3,4}    | 6      | 12    | 8      | C2 × S4   | 48      | K2,2,2         |      | Октаэдр       |
| 2 | 0  | {5,3}    | 20     | 30    | 12     | C2 × A5   | 120     |                |      | Додекаэдр     |
| 2 | 0  | {3,5}    | 12     | 30    | 20     | C2 × A5   | 120     | K6 × K2        |      | Икосаэдр      |
| 1 | n1 | {2p,2}/2 | p      | p     | 1      | Dih2p     | 4p      | Cp             |      | Полудиэдр     |
| 1 | n1 | {2,2p}/2 | 2      | p     | p      | Dih2p     | 4p      | p-кратный K2   |      | Полуосоэдр    |
| 1 | n1 | {4,3}/2  | 4      | 6     | 3      | S4        | 24      | K4             |      | Полукуб       |
| 1 | n1 | {3,4}/2  | 3      | 6     | 4      | S4        | 24      | 2-кратный K3   |      | Полуоктаэдр   |
| 1 | n1 | {5,3}/2  | 10     | 15    | 6      | A5        | 60      | Граф Петерсена |      | Полудодекаэдр |
| 1 | n1 | {3,5}/2  | 6      | 15    | 10     | A5        | 60      | K6             |      | Полуикосаэдр  |

Изображения ниже показывают три из 20 правильных карт в тройном торе с их символами Шлефли.
- {6,4}
- {4,8}
- {8,4}

## Тороидальные многогранники
| {4,4}1,0 (v:1, e:2, f:1) | {4,4}1,1 (v:2, e:4, f:2) | {4,4}2,0 (v:4, e:8, f:4) | {4,4}2,1 (v:5, e:10, f:5)  | {4,4}2,2 (v:8, e:16, f:8)   |
| {3,6}1,0 (v:1, e:3, f:2) | {3,6}1,1 (v:3, e:9, f:6) | {3,6}2,0 (v:4, e:8, f:8) | {3,6}2,1 (v:7, e:21, f:14) | {3,6}2,2 (v:12, e:36, f:24) |
| {6,3}1,0 (v:2, e:3, f:1) | {6,3}1,1 (v:6, e:9, f:3) | {6,3}2,0 (v:8, e:8, f:4) | {6,3}2,1 (v:14, e:21, f:7) | {6,3}2,2 (v:24, e:36, f:12) |

Правильные карты существуют как тороидальные многогранники в виде конечных порций евклидовых мозаик, завёрнутых в поверхность дуоцилиндра как плоского тора. Они помечены как {4,4}b,c, когда они связаны с квадратной мозаикой {4,4}, как {\displaystyle \{3,6\}_{b,c}}, когда они связаны с треугольной мозаикой {3,6}, и как  {6,3}b,c, когда связаны с шестиугольной мозаикой {6,3}. Индексы b и c являются целыми числами . Имеется 2 специальных случая (b,0) и (b,b) с зеркальной симметрией, хотя общие случаи существуют в хиральных парах (b,c) и (c,b).
Правильные карты вида {4,4}m,0 могут быть представлены как конечные правильные косые многогранники {4,4|m}, понимаемые как квадратные грани m×m дуопризмы в размерности 4.
Ниже приведён пример {4,4}8,0, отображённый из плоского листа в виде шахматной доски в цилиндр, а затем в тор. Проекция из цилиндра в тор искажает геометрию в трёхмерном пространстве, но может быть осуществлена без искажения в четырёхмерном.
| χ | g | Шлефли              | Вершин | Рёбер | Граней | Группа       | Порядок | Примечания                                                               |
| - | - | ------------------- | ------ | ----- | ------ | ------------ | ------- | ------------------------------------------------------------------------ |
| 0 | 1 | {4,4}b,0 n=b2       | n      | 2n    | n      | [4,4](b,0)   | 8n      | Плоский тороидальный многогранник То же, что и {4,4 \| b}                |
| 0 | 1 | {4,4}b,b n=2b2      | n      | 2n    | n      | [4,4](b,b)   | 8n      | Плоский тороидальный многогранник То же, что и полноусечённый {4,4 \| b} |
| 0 | 1 | {4,4}b,c n=b2+c2    | n      | 2n    | n      | [4,4]+ (b,c) | 4n      | Плоский хиральный тороидальный многогранник                              |
| 0 | 1 | {3,6}b,0 t=b2       | t      | 3t    | 2t     | [3,6](b,0)   | 12t     | Плоский тороидальный многогранник                                        |
| 0 | 1 | {3,6}b,b t=2b2      | t      | 3t    | 2t     | [3,6](b,b)   | 12t     | Плоский тороидальный многогранник                                        |
| 0 | 1 | {3,6}b,c t=b2+bc+c2 | t      | 3t    | 2t     | [3,6]+ (b,c) | 6t      | Плоский хиральный тороидальный многогранник                              |
| 0 | 1 | {6,3}b,0 t=b2       | 2t     | 3t    | t      | [3,6](b,0)   | 12t     | Плоский тороидальный многогранник                                        |
| 0 | 1 | {6,3}b,b t=2b2      | 2t     | 3t    | t      | [3,6](b,b)   | 12t     | Плоский тороидальный многогранник                                        |
| 0 | 1 | {6,3}b,c t=b2+bc+c2 | 2t     | 3t    | t      | [3,6]+ (b,c) | 6t      | Плоский хиральный тороидальный многогранник                              |

В общем случае правильный тороидальный многогранник {p,q}b,c можно определить, если p или q чётные, хотя только один евклидов выше может существовать как тороидальный многогранник в размерности 4. В случае {2p,q} пути (b,c) можно определить как грань-ребро-грань на прямой, в то время как в двойственных {p,2q} формах пути (b,c) можно рассматривать как вершина-ребро-вершина.